# Synegia cumulata
Synegia cumulata är en fjärilsart som beskrevs av W. Warren 1907. Synegia cumulata ingår i släktet Synegia och familjen mätare. Inga underarter finns listade i Catalogue of Life.